# Articerodes jariyae
Articerodes jariyae là một loài bọ cánh cứng được tìm thấy ở Thái Lan in 2008.